# 余善才
余善才（朝鮮語: 여선재）は、中国宋朝の文官であり、朝鮮氏族の宜寧余氏の始祖である。
中国宋朝で諫議大夫を務めていたが、皇帝に諌言したことから、皇帝の逆鱗に触れ、追放された。
その後高麗に移住し、宜春君に封じられた。